# Distrito de Kami (Kōchi)
Kami (香美郡 Kami-gun?) fue un distrito localizado en la prefectura de Kōchi, Japón.
En el 2003, el distrito tenía una población estimada de 64 104 habitantes y una densidad de 96,44 habitantes por km². El área total era de 664,70 km².

## Ciudades y pueblos
Se fusionaron formando la ciudad de Kami:
- Kahoku
- Monobe
- Tosayamada

Se fusionaron formando la ciudad de Kōnan:
- Akaoka
- Kagami
- Noichi
- Yasu
- Yoshikawa

## Fusiones
- El 1 de marzo de 2006 las ciudades de Akaoka, Kagami, Noichi y Yasu, y el pueblo de Yoshikawa fueron fusionadas para crear la ciudad de Kōnan.
- El 1 de marzo de 2006 las ciudades de Kahoku y Tosayamada, y el pueblo de Monobe fueron fusionadas para crear la ciudad de Kami. El distrito de Kami fue disuelto a raíz de esta fusión.

- Datos: Q11667715